# فيليب أنتون لينارد
فيليب أنتون لينارد (بالألمانية: Philipp Lenard) فيزيائي مجري ألماني ولد في 7 يونيو 1862 في براتيسلافا عاصمة سلوفاكيا وتوفي في العشرين من مايو 1947 في مسلهوسن. حصل على جائزة نوبل في الفيزياء عام 1905 بفضل أبحاثه في الأشعة المهبطية واكتشاف بعض خصائصها. كما شارك كثيرا في الأنشطة النازية. درس وعمل في الجامعة الراينية الفستفالية العليا بآخن في ألمانيا .

## النشأة

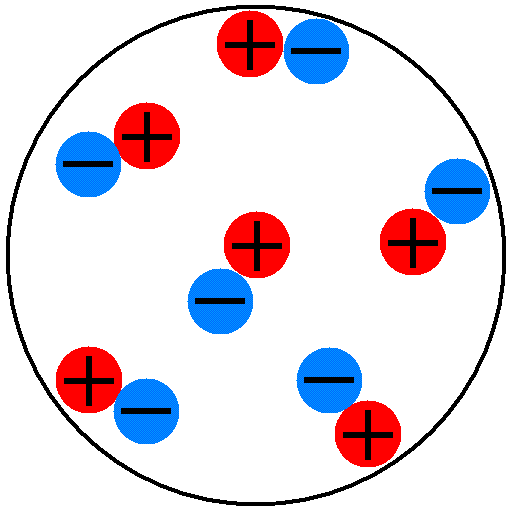
النموذج الذري الدينامي ، بقلم فيليب لينارد ، 1903

ولد فليب لينادر في مدينة براتيسلافا في 7 يونيو 1862م . في الأصل أتت عائلة لينارد من تيرول في القرن السابع عشر.
كان والد فليب تاجر نبيذ في براتيسلافا .
في عام 1880م بدأ بدراسة الفيزياء و الكيمياء في فيينا و في بودابست . في عام 1882م ترك لينارد بوادابست و عاد إلى براتيسلافا لكن في عام 1883م انتقل إلى هايدلبرغ بعد أن تم رفض طلبه في التقدم لمنصب مساعد في جامعة بوادابيست .

## روابط خارجية
- فيليب أنتون لينارد على موقع الموسوعة البريطانية (الإنجليزية)
- فيليب أنتون لينارد على موقع مونزينجر (الألمانية)
- فيليب أنتون لينارد على موقع إن إن دي بي (الإنجليزية)